# 韩陵镇
韩陵乡，是中华人民共和国河南省安陽市安阳县下辖的一个镇。

## 行政区划
韩陵乡下辖以下地区：
东梁贡村、朝冠村、王宁前街村、王宁后街村、李家山村、东见山村、东于曹村、芦湾村、逍遥村、前马村、后马村、西大佛村、东大佛村、目村店村、东目村、西目村、梨园村和獐豹村。